# Domingo Batalla
Domingo Batalla Picado (Valencia de Alcántara, Cáceres, 13 de febrero de 1944) es un escultor y pintor español, autodidacta de estilo contemporáneo. Varias de sus esculturas están presentes en espacios públicos de las provincias de Barcelona y Gerona.

## Biografía
Vive en Ripoll desde los cuatro años, y a los 14 comenzó a trabajar en fábricas textiles como mecánico tornero, lo que le permitió desarrollar la habilidad en la manipulación de diferentes materiales para la realización de esculturas. Más tarde se formó de manera autodidacta en el arte del dibujo y de la pintura.
En 1971 realizó su primera exposición. En el año 1995 inauguró su estudio-taller en Ripoll, que compartió a partir del 2003 con su esposa Chikako Taketani, pintora japonesa.

## Obra
Su obra cuenta con numerosas esculturas tanto públicas como privadas, realizadas con metales como el bronce, el latón, el hierro, el acero, el acero patinable, así como la madera, la teriracota y la piedra. También utiliza la combinación de dos materiales en una misma escultura. Ha realizado múltiples pinturas privadas al óleo y al acrílico.
- Escultura dedicada al pintor Josep Coll i Bardolet - San Cristóbal de Campdevanol - (1989).[3]
- Escultura dedicada a la Olimpíada de los Pequeños Estados de Europa - Andorra la Vieja (Andorra) - (1991)
- Escultura "Max Plàstic" - Ribes de Freser - (1995)
- Escultura "A la sardana" - Ripoll - (1996).[4]
- Escultura dedicada a Eudald Viñas - Ripoll - (1998)
- Escultura dedicada al Centenario de la Fiesta del Árbol - San Juan de las Abadesas - (1999)
- Escultura "Viacrucis nº5" i "Viacrucis nº11" - Valle de Nuria - (2008)
- Escultura "Embolic" - Ripoll - (2014).[5]
- Escultura dedicada a la población de Campelles - Campelles - (2014).[6]
- Escultura dedicada a Josep Pujol Aulí - Vallter - (2014).[7]
- Escultura dedicada al pintor Joan Ponç - Vilallonga de Ter - (2015).[8]
- Escultura dedicada a la población de Sant Pau de Segúries i a su Vía Romana - Sant Pau de Segúries - (2018).[9]
- Escultures per als guanyadors dels premis Ripollès Líders - Ripoll - (2010 - 2022).[10]
- 12 quadros y una escultura para el disco "Mil i una nits i uns quants dies" de Sau30 - (2022).[11][12]